# Lista de jogos eletrônicos de Naruto

Logo da série.

Esta é a lista de jogos eletrônicos de Naruto, uma série de mangá e anime japonesa produzida desde 1999. Os jogos foram lançados em vários consoles da Nintendo, Sony e Microsoft. A maioria deles são jogos de luta  em que o jogador controla diretamente um dos  personagens selecionáveis com base em suas contrapartes no anime e mangá. O jogador coloca seu personagem contra outro personagem controlado pela inteligência artificial ou por outro jogador, dependendo do modo em que está. O objetivo é reduzir a vida do oponente a zero usando ataques básicos e técnicas especiais exclusivas para cada personagem.
O primeiro jogo de Naruto, Naruto: Clash of Ninja, foi lançado no Japão em 19 de dezembro de 2002 para o Nintendo GameCube. A maioria dos jogos eletrônicos da série foi lançada apenas no Japão. Os primeiros títulos publicados fora daquele país foram as séries Naruto: Gekitou Ninja Taisen e Naruto: Saikyou Ninja Daikesshu, lançadas na América do Norte sob os títulos de Naruto: Clash of Ninja e Naruto: Ninja Council. Em janeiro de 2012, a Namco Bandai anunciou que vendeu 10 milhões de jogos de Naruto em todo o mundo.

## Séries

### Naruto: Clash of Ninja
| Título | Detalhes |
| --- | --- |
| Naruto: Clash of Ninja Data de lançamento original: - JP: 19 de dezembro de 2002 - AN: 17 de novembro de 2005                                | Anos de lançamento por sistema: 2002 – GameCube |
| Naruto: Clash of Ninja Data de lançamento original: - JP: 19 de dezembro de 2002 - AN: 17 de novembro de 2005                                | Notas: - Tem 10 personagens - Primeiro jogo de Naruto lançado na América do Norte lançado em 17 de novembro de 2005, anunciado junto com Naruto: Ninja Council, que foi lançado em 7 de março de 2006. |
| Naruto: Clash of Ninja 2 Data de lançamento original: - JP: 4 de dezembro de 2003 - AN: 26 de setembro de 2006 - EU: 24 de novembro de 2006  | Anos de lançamento por sistema: 2003 – GameCube |
| Naruto: Clash of Ninja 2 Data de lançamento original: - JP: 4 de dezembro de 2003 - AN: 26 de setembro de 2006 - EU: 24 de novembro de 2006  | Notas: - Lançado como Naruto: Gekitō Ninja Taisen! 2 no Japão. - Lançado como Naruto: Clash of Ninja European Version na Europa.                                                                       |
| Naruto: Gekitō Ninja Taisen! 3 Data de lançamento original: - JP: 20 de novembro de 2004                                                     | Anos de lançamento por sistema: 2004 – GameCube |
| Naruto: Gekitō Ninja Taisen! 3 Data de lançamento original: - JP: 20 de novembro de 2004                                                     | Notas: - Portado para Wii com o nome Naruto: Clash of Ninja Revolution. |
| Naruto: Gekitō Ninja Taisen! 4 Data de lançamento original: - JP: 21 de novembro de 2005                                                     | Anos de lançamento por sistema: 2005 – GameCube |
| Naruto: Gekitō Ninja Taisen! 4 Data de lançamento original: - JP: 21 de novembro de 2005                                                     | |
| Naruto Shippūden: Gekitō Ninja Taisen! EX Data de lançamento original: - JP: 22 de fevereiro de 2007                                         | Anos de lançamento por sistema: 2007 – Wii |
| Naruto Shippūden: Gekitō Ninja Taisen! EX Data de lançamento original: - JP: 22 de fevereiro de 2007                                         | Notas: - Primeiro Naruto lançado para Wii |
| Naruto Shippūden: Gekitō Ninja Taisen! EX 2 Data de lançamento original: - JP: 29 de novembro de 2007                                        | Anos de lançamento por sistema: 2007 – Wii |
| Naruto Shippūden: Gekitō Ninja Taisen! EX 2 Data de lançamento original: - JP: 29 de novembro de 2007                                        | |
| Naruto Shippūden: Gekitō Ninja Taisen! EX 3 Data de lançamento original: - JP: 27 de novembro de 2008                                        | Anos de lançamento por sistema: 2008 – Wii |
| Naruto Shippūden: Gekitō Ninja Taisen! EX 3 Data de lançamento original: - JP: 27 de novembro de 2008                                        | |
| Naruto Shippūden: Gekitō Ninja Taisen! Special Data de lançamento original: - JP: 2 de dezembro de 2010                                      | Anos de lançamento por sistema: 2010 – Wii |
| Naruto Shippūden: Gekitō Ninja Taisen! Special Data de lançamento original: - JP: 2 de dezembro de 2010                                      | |
| Naruto: Clash of Ninja Revolution Data de lançamento original: - AN: 23 de outubro de 2007 - EU: 28 de março de 2008 - AU: 8 de maio de 2008 | Anos de lançamento por sistema: 2007 – Wii |
| Naruto: Clash of Ninja Revolution Data de lançamento original: - AN: 23 de outubro de 2007 - EU: 28 de março de 2008 - AU: 8 de maio de 2008 | Notas: - Porte aprimorado de Naruto: Gekitou Ninja Taisen 3. |
| Naruto: Clash of Ninja Revolution 2 Data de lançamento original: - AN: 21 de outubro de 2008 - EU: 13 de fevereiro de 2009                   | Anos de lançamento por sistema: 2008 – Wii |
| Naruto: Clash of Ninja Revolution 2 Data de lançamento original: - AN: 21 de outubro de 2008 - EU: 13 de fevereiro de 2009                   | |
| Naruto Shippuden: Clash of Ninja Revolution 3 Data de lançamento original: - AN: 17 de novembro de 2009 - EU: 9 de abril de 2010             | Anos de lançamento por sistema: 2009 – Wii |
| Naruto Shippuden: Clash of Ninja Revolution 3 Data de lançamento original: - AN: 17 de novembro de 2009 - EU: 9 de abril de 2010             | Notas: - Lançado como Naruto Shippuden: Clash of Ninja Revolution 3 European Version na Europa. |

### Naruto: Ninja Council
| Título | Detalhes |
| --- | --- |
| Naruto: Ninja Council Data de lançamento original: - JP: 1 de maio de 2003 - AN: 7 de março de 2006                                            | Anos de lançamento por sistema: 2003 – Game Boy Advance                                                                              |
| Naruto: Ninja Council Data de lançamento original: - JP: 1 de maio de 2003 - AN: 7 de março de 2006                                            | Notas: - Segundo Naruto lançado na América do Norte, anunciado junto com Naruto: Clash of Ninja.                                     |
| Naruto: Ninja Council 2 Data de lançamento original: - JP: 29 de abril de 2004 - AN: 10 de outubro de 2006                                     | Anos de lançamento por sistema: 2003 – Game Boy Advance                                                                              |
| Naruto: Ninja Council 2 Data de lançamento original: - JP: 29 de abril de 2004 - AN: 10 de outubro de 2006                                     | Notas: - Lançado como Naruto: Saikyō Ninja Daikesshu 2 no Japão.                                                                     |
| Naruto: Ninja Council 2 European Version Data de lançamento original: - JP: 21 de abril de 2005 - EU: 3 de outubro de 2008                     | Anos de lançamento por sistema: 2005 – Nintendo DS                                                                                   |
| Naruto: Ninja Council 2 European Version Data de lançamento original: - JP: 21 de abril de 2005 - EU: 3 de outubro de 2008                     | Notas: - Lançado como Naruto: Saikyō Ninja Daikesshu 3 no Japão.                                                                     |
| Naruto: Ninja Council 3 Data de lançamento original: - JP: 27 de abril de 2006 - AN: 22 de maio de 2007 - EU: 5 de outubro de 2007             | Anos de lançamento por sistema: 2005 – Nintendo DS                                                                                   |
| Naruto: Ninja Council 3 Data de lançamento original: - JP: 27 de abril de 2006 - AN: 22 de maio de 2007 - EU: 5 de outubro de 2007             | Notas: - Lançado como Naruto: Ninja Council European Version na Europa. - Lançado no Japão como Naruto: Saikyō Ninja Daikesshu 4 DS. |
| Naruto Shippūden: Ninja Council 4 Data de lançamento original: - JP: 19 de julho de 2007 - AN: 2 de junho de 2009 - EU: 18 de setembro de 2009 | Anos de lançamento por sistema: 2006 – Nintendo DS                                                                                   |
| Naruto Shippūden: Ninja Council 4 Data de lançamento original: - JP: 19 de julho de 2007 - AN: 2 de junho de 2009 - EU: 18 de setembro de 2009 | Notas: - Lançado como Naruto Shippuden: Saikyō Ninja Daikesshu 5 no Japão.                                                           |
| Naruto Shippūden: Naruto vs. Sasuke Data de lançamento original: - JP: 10 de julho de 2008 - AN: 16 de novembro de 2010                        | Anos de lançamento por sistema: 2008 – Nintendo DS                                                                                   |
| Naruto Shippūden: Naruto vs. Sasuke Data de lançamento original: - JP: 10 de julho de 2008 - AN: 16 de novembro de 2010                        | Notas: - Lançado como Naruto Shippuden: Saikyou Ninja Daikesshu Gekitotsu!! Naruto vs. Sasuke no Japão.                              |

### Naruto: Ninja Destiny
| Título | Detalhes |
| --- | --- |
| Naruto: Ninja Destiny Data de lançamento original: - JP: 14 de dezembro de 2006 - AN: 20 de março de 2008 - EU: 15 de fevereiro de 2008 - AU: 26 de outubro de 2008 | Anos de lançamento por sistema: 2006 – Nintendo DS |
| Naruto: Ninja Destiny Data de lançamento original: - JP: 14 de dezembro de 2006 - AN: 20 de março de 2008 - EU: 15 de fevereiro de 2008 - AU: 26 de outubro de 2008 | Notas: - Conhecido no Japão como Naruto: Shinobi Retsuden. - Jogo de luta e o primeiro jogo de Naruto para Nintendo DS com gráficos 3D. - A versão americana continha Sasuke com suas roupas pretas do exame Chunin, enquanto a versão japonesa tinha Sasuke com sua roupa padrão. |
| Naruto Shippuden: Ninja Destiny 2 Data de lançamento original: - JP: 24 de abril de 2008 - AN: 15 de setembro de 2009 - EU: 3 de abril de 2009                      | Anos de lançamento por sistema: 2008 – Nintendo DS |
| Naruto Shippuden: Ninja Destiny 2 Data de lançamento original: - JP: 24 de abril de 2008 - AN: 15 de setembro de 2009 - EU: 3 de abril de 2009                      | Notas: - Conhecido no Japão como Naruto Shippuden: Shinobi Retsuden 2. - Conhecido na Europa como Naruto: Ninja Destiny 2. |
| Naruto Shippuden: Ninja Destiny 3 Data de lançamento original: - JP: 29 de abril de 2009                                                                            | Anos de lançamento por sistema: 2009 – Nintendo DS |
| Naruto Shippuden: Ninja Destiny 3 Data de lançamento original: - JP: 29 de abril de 2009                                                                            | Notas: - Conhecido no Japão como Naruto Shippuden: Shinobi Retsuden 3. |

### Naruto: Path of the Ninja
| Título | Detalhes |
| --- | --- |
| Naruto: Path of the Ninja Data de lançamento original: - JP: 22 de julho de 2004 - AN: 23 de outubro de 2007   | Anos de lançamento por sistema: 2004 – Game Boy Advance 2007 – Nintendo DS/Nintendo DSi |
| Naruto: Path of the Ninja Data de lançamento original: - JP: 22 de julho de 2004 - AN: 23 de outubro de 2007   | Notas: - Com o lançamento do jogo, a Nintendo lançou um pacote que incluía uma edição limitada de um Game Boy Advance laranja com uma folha de Konoha sobre ele. - Lançado como Naruto RPG: Uketsugareshi Hi no Ishi no Japão para Nintendo Game Boy Advance. - Lançado na América do Norte como Naruto: Path of the Ninja, sendo lançado também no Nintendo DS |
| Naruto RPG 2: Chidori vs. Rasengan Data de lançamento original: - JP: 14 de julho de 2005                      | Anos de lançamento por sistema: 2005 – Nintendo DS |
| Naruto RPG 2: Chidori vs. Rasengan Data de lançamento original: - JP: 14 de julho de 2005                      | Notas: - Foi o 105.º jogo mais vendido de 2005 no Japão, vendendo 121 321 cópias. - Nunca lançado fora do Japão. |
| Naruto: Path of the Ninja 2 Data de lançamento original: - JP: 13 de julho de 2006 - AN: 15 de outubro de 2008 | Anos de lançamento por sistema: 2006 – Nintendo DS |
| Naruto: Path of the Ninja 2 Data de lançamento original: - JP: 13 de julho de 2006 - AN: 15 de outubro de 2008 | Notas: - Lançado como Naruto RPG 3: Reijū vs. Konoha Shōtai no Japão. |

### Naruto: Uzumaki Chronicles
| Título | Detalhes                                                    |
| --- | ----------------------------------------------------------- |
| Naruto: Uzumaki Chronicles Data de lançamento original: - JP: 18 de agosto de 2005 - AN: 14 de novembro de 2006 - EU: 25 de maio de 2007 - AU: 15 de junho de 2007  | Anos de lançamento por sistema: 2005 – PlayStation 2        |
| Naruto: Uzumaki Chronicles Data de lançamento original: - JP: 18 de agosto de 2005 - AN: 14 de novembro de 2006 - EU: 25 de maio de 2007 - AU: 15 de junho de 2007  | Notas: - Conhecido como Naruto: Uzumaki Ninden no Japão.    |
| Naruto: Uzumaki Chronicles 2 Data de lançamento original: - JP: 16 de novembro de 2006 - AN: 4 de setembro de 2007 - EU: 7 de março de 2008 - AU: March 2008        | Anos de lançamento por sistema: 2006 – PlayStation 2        |
| Naruto: Uzumaki Chronicles 2 Data de lançamento original: - JP: 16 de novembro de 2006 - AN: 4 de setembro de 2007 - EU: 7 de março de 2008 - AU: March 2008        | Notas: - Conhecido como Naruto: Konoha Spirits no Japão.    |
| Naruto Shippūden: Legends: Akatsuki Rising Data de lançamento original: - AN: 6 de outubro de 2009 - EU: 24 de setembro de 2009 - AU: 2 de outubro de 2009          | Anos de lançamento por sistema: 2009 – PlayStation Portable |
| Naruto Shippūden: Legends: Akatsuki Rising Data de lançamento original: - AN: 6 de outubro de 2009 - EU: 24 de setembro de 2009 - AU: 2 de outubro de 2009          | Notas: - Sequência de Naruto: Uzumaki Chronicles 2.         |
| Naruto Shippūden: Kizuna Drive Data de lançamento original: - JP: 15 de julho de 2010 - AN: 22 de março de 2011 - EU: 25 de março de 2011 - AU: 31 de março de 2011 | Anos de lançamento por sistema: 2010 – PlayStation Portable |
| Naruto Shippūden: Kizuna Drive Data de lançamento original: - JP: 15 de julho de 2010 - AN: 22 de março de 2011 - EU: 25 de março de 2011 - AU: 31 de março de 2011 |                                                             |

### Naruto: Ultimate Ninja
| Título | Detalhes |
| --- | --- |
| Naruto: Ultimate Ninja Data de lançamento original: - JP: 23 de outubro de 2003 - EU: 23 de junho de 2006 - AN: 26 de junho de 2006 - AU: 17 de novembro de 2006                           | Anos de lançamento por sistema: 2003 – PlayStation 2 |
| Naruto: Ultimate Ninja Data de lançamento original: - JP: 23 de outubro de 2003 - EU: 23 de junho de 2006 - AN: 26 de junho de 2006 - AU: 17 de novembro de 2006                           | Notas: - Lançado como Naruto: Narutimate Hero no Japão. - Versão norte-americana anunciada em 10 de outubro de 2005. |
| Naruto: Ultimate Ninja 2 Data de lançamento original: - JP: 30 de setembro de 2004 - AN: 26 de junho de 2007 - EU: 19 de outubro de 2007 - AU: 26 de outubro de 2007                       | Anos de lançamento por sistema: 2004 – PlayStation 2 |
| Naruto: Ultimate Ninja 2 Data de lançamento original: - JP: 30 de setembro de 2004 - AN: 26 de junho de 2007 - EU: 19 de outubro de 2007 - AU: 26 de outubro de 2007                       | Notas: - Lançado como Naruto: Narutimate Hero 2 no Japão. |
| Naruto: Ultimate Ninja 3 Data de lançamento original: - JP: 22 de dezembro de 2005 - AN: 25 de março de 2008 - EU: 15 de setembro de 2008 - AU: 18 de setembro de 2008                     | Anos de lançamento por sistema: 2005 – PlayStation 2 |
| Naruto: Ultimate Ninja 3 Data de lançamento original: - JP: 22 de dezembro de 2005 - AN: 25 de março de 2008 - EU: 15 de setembro de 2008 - AU: 18 de setembro de 2008                     | Notas: - Lançado como Naruto: Narutimate Hero 3 no Japão. |
| Naruto: Ultimate Ninja Heroes 2: The Phantom Fortress Data de lançamento original: - JP: 30 de março de 2006 - AN: 24 de junho de 2008 - EU: 11 de julho de 2008 - AU: 7 de agosto de 2008 | Anos de lançamento por sistema: 2008 – PlayStation Portable |
| Naruto: Ultimate Ninja Heroes 2: The Phantom Fortress Data de lançamento original: - JP: 30 de março de 2006 - AN: 24 de junho de 2008 - EU: 11 de julho de 2008 - AU: 7 de agosto de 2008 | Notas: - Lançado como Naruto: Narutimate Portable Castle of Illusion no Japão. |
| Naruto Shippūden: Ultimate Ninja 4 Data de lançamento original: - JP: 5 de abril de 2007 - AN: 24 de março de 2009 - EU: 1 de maio de 2009 - AU: 7 de maio de 2009                         | Anos de lançamento por sistema: 2007 – PlayStation 2 |
| Naruto Shippūden: Ultimate Ninja 4 Data de lançamento original: - JP: 5 de abril de 2007 - AN: 24 de março de 2009 - EU: 1 de maio de 2009 - AU: 7 de maio de 2009                         | Notas: - Lançado como Naruto Shippūden: Narutimate Accel no Japão. |
| Naruto: Ultimate Ninja Heroes Data de lançamento original: - AN: 28 de agosto de 2007 - EU: 14 de setembro de 2007 - AU: 1 de novembro de 2007                                             | Anos de lançamento por sistema: 2007 – PlayStation Portable |
| Naruto: Ultimate Ninja Heroes Data de lançamento original: - AN: 28 de agosto de 2007 - EU: 14 de setembro de 2007 - AU: 1 de novembro de 2007                                             | Notas: - Primeiro jogo de Naruto para PSP. |
| Naruto Shippuden: Ultimate Ninja 5 Data de lançamento original: - JP: 20 de dezembro de 2007 - EU: 27 de novembro de 2009 - AU: 3 de dezembro de 2009                                      | Anos de lançamento por sistema: 2007 – PlayStation 2 |
| Naruto Shippuden: Ultimate Ninja 5 Data de lançamento original: - JP: 20 de dezembro de 2007 - EU: 27 de novembro de 2009 - AU: 3 de dezembro de 2009                                      | Notas: - Lançado como Naruto Shippuden: Narutimate Accel 2 no Japão. |
| Naruto: Ultimate Ninja Storm Data de lançamento original: - AN: 4 de novembro de 2008 - EU: 7 de novembro de 2008 - AU: 20 de novembro de 2008 - JP: 15 de janeiro de 2009                 | Anos de lançamento por sistema: 2008 – PlayStation 3 - 2017 - PlayStation 4, Xbox One and Microsoft Windows - 2018 Nintendo Switch |
| Naruto: Ultimate Ninja Storm Data de lançamento original: - AN: 4 de novembro de 2008 - EU: 7 de novembro de 2008 - AU: 20 de novembro de 2008 - JP: 15 de janeiro de 2009                 | Notas: - Inicialmente exclusivo do PS3. - Relançado em 2017 como parte do pacote Naruto Shippuden: Ultimate Ninja Storm Trilogy/Legacy e em 2018 para Nintendo Switch. |
| Naruto Shippuden: Ultimate Ninja Heroes 3 Data de lançamento original: - JP: 10 de dezembro de 2009 - AN: 11 de maio de 2010 - EU: 14 de maio de 2010                                      | Anos de lançamento por sistema: 2009 – PlayStation Portable |
| Naruto Shippuden: Ultimate Ninja Heroes 3 Data de lançamento original: - JP: 10 de dezembro de 2009 - AN: 11 de maio de 2010 - EU: 14 de maio de 2010                                      | Notas: - Lançado como Naruto Shippuden: Narutimate Accel 3 no Japão. |
| Naruto Shippūden: Ultimate Ninja Storm 2 Data de lançamento original: - EU: 15 de outubro de 2010 - AN: 19 de outubro de 2010 - JP: 21 de outubro de 2010                                  | Anos de lançamento por sistema: 2010 – PlayStation 3, Xbox 360 - 2017 - PlayStation 4, Xbox One and Microsoft Windows - 2018 - Nintendo Switch |
| Naruto Shippūden: Ultimate Ninja Storm 2 Data de lançamento original: - EU: 15 de outubro de 2010 - AN: 19 de outubro de 2010 - JP: 21 de outubro de 2010                                  | Notas: - Relançado em 2017 como parte do pacote Naruto Shippuden: Ultimate Ninja Storm Trilogy/Legacy e em 2018 para Nintendo Switch. |
| Naruto Shippuden: Ultimate Ninja Impact Data de lançamento original: - JP: 20 de outubro de 2011 - AN: 1 de outubro de 2011 - EU: 11 de novembro de 2011 - AU: 24 de novembro de 2011      | Anos de lançamento por sistema: 2011 – PlayStation Portable |
| Naruto Shippuden: Ultimate Ninja Impact Data de lançamento original: - JP: 20 de outubro de 2011 - AN: 1 de outubro de 2011 - EU: 11 de novembro de 2011 - AU: 24 de novembro de 2011      | Notas: - Lançado como Naruto Shippuden: Narutimate Impact no Japão. |
| Naruto Shippuden: Ultimate Ninja Storm Generations Data de lançamento original: - JP: 23 de fevereiro de 2012 - AN: 13 de março de 2012 - EU: 30 de março de 2012                          | Anos de lançamento por sistema: 2012 – PlayStation 3 and Xbox 360 |
| Naruto Shippuden: Ultimate Ninja Storm Generations Data de lançamento original: - JP: 23 de fevereiro de 2012 - AN: 13 de março de 2012 - EU: 30 de março de 2012                          | Notas: - Conhecido no Japão como Naruto Shippuden: Narutimate Storm Generations. |
| Naruto Shippuden: Ultimate Ninja Storm 3 Data de lançamento original: - AN: 5 de março de 2013 - JP: 18 de abril de 2013 - EU: 8 de março de 2013                                          | Anos de lançamento por sistema: 2013 – PlayStation 3, Xbox 360 and Microsoft Windows - 2017 - PlayStation 4, Xbox One - 2018 - Nintendo Switch |
| Naruto Shippuden: Ultimate Ninja Storm 3 Data de lançamento original: - AN: 5 de março de 2013 - JP: 18 de abril de 2013 - EU: 8 de março de 2013                                          | Notas: - Possui 80 personagens e 7 personagens de apoio e também oferece ao jogador a opção de jogar um modo de história alternativo. - Uma versão melhorada do jogo, Naruto Shippuden: Ultimate Ninja Storm 3: Full Burst, foi lançado em outubro de 2013. - Relançado em 2017 como parte do pacote Naruto Shippuden: Ultimate Ninja Storm Trilogy/Legacy e em 2018 para Nintendo Switch. |
| Naruto Shippuden: Ultimate Ninja Storm Revolution Data de lançamento original: - AN: 16 de setembro de 2014 - JP: 11 de setembro de 2014 - EU: 12 de setembro de 2014                      | Anos de lançamento por sistema: 2014 – PlayStation 3, Xbox 360 and Microsoft Windows |
| Naruto Shippuden: Ultimate Ninja Storm Revolution Data de lançamento original: - AN: 16 de setembro de 2014 - JP: 11 de setembro de 2014 - EU: 12 de setembro de 2014                      | |
| Naruto Shippuden: Ultimate Ninja Storm 4 Data de lançamento original: - AN: 9 de fevereiro de 2016 - JP: 4 de fevereiro de 2016 - EU: 5 de fevereiro de 2016                               | Anos de lançamento por sistema: 2016 – PlayStation 4, Xbox One and Microsoft Windows, 2020 – Nintendo Switch |
| Naruto Shippuden: Ultimate Ninja Storm 4 Data de lançamento original: - AN: 9 de fevereiro de 2016 - JP: 4 de fevereiro de 2016 - EU: 5 de fevereiro de 2016                               | Notas: - Uma versão melhorada do jogo, Naruto Shippuden: Ultimate Ninja Storm 4 Road to Boruto, foi lançado em fevereiro de 2017. |

## Outros jogos
| Título | Detalhes                                                                                    |
| --- | ------------------------------------------------------------------------------------------- |
| Naruto: Konoha Ninpouchou Data de lançamento original: - JP: 27 de março de 2003                                                                                | Anos de lançamento por sistema: 2003 – WonderSwan Color                                     |
| Naruto: Konoha Ninpouchou Data de lançamento original: - JP: 27 de março de 2003                                                                                |                                                                                             |
| Naruto: Konoha Senki Data de lançamento original: - JP: 12 de setembro de 2003                                                                                  | Anos de lançamento por sistema: 2003 – Game Boy Advance                                     |
| Naruto: Konoha Senki Data de lançamento original: - JP: 12 de setembro de 2003                                                                                  |                                                                                             |
| Naruto: Shinobi no Sato no Jintori Kassen Data de lançamento original: - JP: 26 de junho de 2003                                                                | Anos de lançamento por sistema: 2003 – PlayStation                                          |
| Naruto: Shinobi no Sato no Jintori Kassen Data de lançamento original: - JP: 26 de junho de 2003                                                                |                                                                                             |
| Naruto: Rise of a Ninja Data de lançamento original: - AN: 30 de outubro de 2007 - EU: 2 de novembro de 2007 - AU: 1 de novembro de 2007                        | Anos de lançamento por sistema: 2007 – Xbox 360                                             |
| Naruto: Rise of a Ninja Data de lançamento original: - AN: 30 de outubro de 2007 - EU: 2 de novembro de 2007 - AU: 1 de novembro de 2007                        | Notas: - Primeiro jogo de Naruto desenvolvido por uma empresa não japonesa.                 |
| Naruto: The Broken Bond Data de lançamento original: - AN: 18 de novembro de 2008 - EU: 20 de novembro de 2008                                                  | Anos de lançamento por sistema: 2008 – Xbox 360                                             |
| Naruto: The Broken Bond Data de lançamento original: - AN: 18 de novembro de 2008 - EU: 20 de novembro de 2008                                                  |                                                                                             |
| Naruto Shippūden: Dairansen! Kage Bunshin Emaki Data de lançamento original: - JP: 14 de fevereiro de 2008                                                      | Anos de lançamento por sistema: 2008 – Nintendo DS                                          |
| Naruto Shippūden: Dairansen! Kage Bunshin Emaki Data de lançamento original: - JP: 14 de fevereiro de 2008                                                      | Notas: - Apenas lançado no Japão e na Coréia.                                               |
| Naruto Shippuden: Shinobi Rumble Data de lançamento original: - JP: 22 de abril de 2010 - AN: 8 de fevereiro de 2011                                            | Anos de lançamento por sistema: 2010 – Nintendo DS                                          |
| Naruto Shippuden: Shinobi Rumble Data de lançamento original: - JP: 22 de abril de 2010 - AN: 8 de fevereiro de 2011                                            | Notas: - Lançado como Naruto Shippūden: Ninjutsu Zenkai! Cha-Crash!! no Japão.              |
| Naruto Shippuden: Dragon Blade Chronicles Data de lançamento original: - JP: 1 de novembro de 2009 - AN: 12 de novembro de 2010 - EU: 19 de novembro de 2010    | Anos de lançamento por sistema: 2009 – Wii                                                  |
| Naruto Shippuden: Dragon Blade Chronicles Data de lançamento original: - JP: 1 de novembro de 2009 - AN: 12 de novembro de 2010 - EU: 19 de novembro de 2010    | Notas: - Lançado como Naruto Shippūden: Ryujinki no Japão.                                  |
| Naruto Shippuden 3D: The New Era Data de lançamento original: - JP: 31 de março de 2011 - EU: 24 de junho de 2011 - AU: 30 de junho de 2011                     | Anos de lançamento por sistema: 2011 – Nintendo 3DS                                         |
| Naruto Shippuden 3D: The New Era Data de lançamento original: - JP: 31 de março de 2011 - EU: 24 de junho de 2011 - AU: 30 de junho de 2011                     | Notas: - Lançado como Naruto Shippuden Shinobi Rittai Emaki! Saikyô Ninkai Kessen no Japão. |
| Naruto Powerful Shippuden Data de lançamento original: - JP: 29 de novembro de 2012 - AN: 5 de março de 2013 - EU: 18 de março de 2013 - AU: 8 de março de 2013 | Anos de lançamento por sistema: 2013 – Nintendo 3DS                                         |
| Naruto Powerful Shippuden Data de lançamento original: - JP: 29 de novembro de 2012 - AN: 5 de março de 2013 - EU: 18 de março de 2013 - AU: 8 de março de 2013 | Notas: - O jogo é baseado no spin-off Naruto SD: Rock Lee no Seishun Full-Power Ninden.     |
| Naruto Online Data de lançamento original: 2013 | Anos de lançamento por sistema: 2013 – Microsoft Windows                                    |
| Naruto Online Data de lançamento original: 2013 |                                                                                             |
| Naruto to Boruto: Shinobi Striker Data de lançamento original: 31 de Agosto de 2018                                                                             | Anos de lançamento por sistema: PlayStation 4, Xbox One, Microsoft Windows                  |
| Naruto to Boruto: Shinobi Striker Data de lançamento original: 31 de Agosto de 2018                                                                             |                                                                                             |

## Jogos de arcade
| Título                                                                     | Detalhes                                              |
| -------------------------------------------------------------------------- | ----------------------------------------------------- |
| Naruto: Ultimate Ninja Card Battle Data de lançamento original:            | Anos de lançamento por sistema:                       |
| Naruto: Ultimate Ninja Card Battle Data de lançamento original:            | Notas: - Também conhecido como Narutimate Card Battle |
| Naruto Shippūden: Ultimate Ninja Mission Data de lançamento original: 2007 | Anos de lançamento por sistema: 2007—Arcade           |
| Naruto Shippūden: Ultimate Ninja Mission Data de lançamento original: 2007 |                                                       |

## Jogos relacionados
| Título | Detalhes |
| --- | --- |
| Battle Stadium D.O.N Data de lançamento original: - JP: 20 de julho de 2006                                                   | Anos de lançamento por sistema: 2005—Nintendo GameCube, PlayStation 2                                                                                             |
| Battle Stadium D.O.N Data de lançamento original: - JP: 20 de julho de 2006                                                   | Notas: - Jogo de luta crossover entre Dragon Ball Z, One Piece e Naruto.                                                                                          |
| Jump Super Stars Data de lançamento original: - JP: 8 de agosto de 2005                                                       | Anos de lançamento por sistema: 2005—Nintendo DS |
| Jump Super Stars Data de lançamento original: - JP: 8 de agosto de 2005                                                       | Notas: - Apresenta personagens de vários mangás serializados na revista Weekly Shonen Jump.                                                                       |
| Jump Ultimate Stars Data de lançamento original: - JP: 23 de novembro de 2006                                                 | Anos de lançamento por sistema: 2006—Nintendo DS |
| Jump Ultimate Stars Data de lançamento original: - JP: 23 de novembro de 2006                                                 | Notas: - Apresenta personagens de vários mangás serializados na revista Weekly Shonen Jump.                                                                       |
| J-Stars Victory VS Data de lançamento original: - JP: 19 de março de 2014 - EU: 26 de junho de 2015 - AN: 30 de junho de 2015 | Anos de lançamento por sistema: 2014—PlayStation 3, PlayStation Vita 2015—PlayStation 4                                                                           |
| J-Stars Victory VS Data de lançamento original: - JP: 19 de março de 2014 - EU: 26 de junho de 2015 - AN: 30 de junho de 2015 | Notas: - Apresenta personagens de vários mangás serializados na revista Weekly Shonen Jump. - A versão da América do Norte e Europa tem um modo Arcade adicional. |